# Sandberg (Leichlingen)
Sandberg ist eine aus einer Hofschaft hervorgegangene Ortslage in der Stadt Leichlingen (Rheinland) im Rheinisch-Bergischen Kreis.

## Lage und Beschreibung
Sandberg liegt an der ehemaligen Trasse der Landesstraße L288, die in diesem Abschnitt auch den Namen Förstchen trägt, in Höhe der Seitenstraßen Am Sandberg und An den Zweieichen am westlichen Rand von Leichlingen an der Stadtgrenze zu Langenfeld (Rheinland). Der Name Sandberg der in der ersten Hälfte des 20. Jahrhunderts noch eigenständig liegenden Ortschaft findet sich nur noch in der Straßenbezeichnung wieder, der Ursprungsort ist der geschlossenen Wohn- und Gewerbebebauung aufgegangen. 
Westlich von Sandberg verläuft die Bundesautobahn 3. Dazwischen befindet sich das Naturschutzgebiet Riedbachaue, in dem der Galkhauser Bach entspringt. Nördlich von Sandberg liegt an der ehemaligen Landesstraße der Wohnplatz Förstchen, südlich der Wohnplatz Trompete. Nordwestlich grenzt der Wohnplatz Förstchen an den Ort, südöstlich der Wohnplatz Schnugsheide.
Weitere benachbarte, zumeist die in westliche Vorstadt Leichlingens aufgegangene Orte sind Scheeresberg, Brückerfeld, Bremsen, Zwei Eichen, Rothenberg, Rehborn und Schraffenberg auf Leichlinger und Hapelrath, Furth, Virneburg und Krecklenberg auf Langerfelder Stadtgebiet.

## Geschichte
Der Name Sandberg geht auf die Leichlinger Sandberge zurück, die in diesem Bereich vollständig abgetragen wurden. Der Ort lag an der Sandstraße, einer Altstraße von Aufderhöhe nach Opladen. Die Topographische Aufnahme der Rheinlande von 1824 und die Preußische Uraufnahme von 1844 zeigen den Ort unbeschriftet, ebenso die Leichlinger Gemeindekarte von 1830.
1832 gehörte Sandberg der Bürgermeisterei Leichlingen an. Der laut der Statistik und Topographie des Regierungsbezirks Düsseldorf als Hofstadt kategorisierte Ort besaß zu dieser Zeit drei Wohnhäuser und zwei landwirtschaftliche Gebäude. Zu dieser Zeit lebten 20 Einwohner im Ort, davon sechs katholischen und 14 evangelischen Glaubens.
Im Gemeindelexikon für die Provinz Rheinland werden 1885 acht Wohnhäuser mit 44 Einwohnern angegeben. 1895 besitzt der Ort acht Wohnhäuser mit 42 Einwohnern, 1905 zwei Wohnhäuser und 20 Einwohner.
Ab Mitte des 20. Jahrhunderts schlossen sich die Lücken in der Wohn- und Gewerbebebauung mit den benachbarten Wohnplätzen und Sandberg wurde Teil der westlichen Vorstadt Leichlingens.